# Alberto Evaristo Comas
Alberto Evaristo Comas “Cholo” (1 de marzo de 1945, Lomas de Zamora, Provincia de Buenos Aires,  20 de agosto de 1976 en la masacre de Fátima, partido de Pilar, Provincia de Buenos Aires) militante del Peronismo de Base (PB) y la Juventud Trabajadora Peronista (JTP).

## Breve reseña
Estaba casado con Diana Akselman, era profesor de piano y trabajaba en Nueva Pompeya. Militaba en la Juventud Trabajadora Peronista (JTP), y anteriormente en el Peronismo de Base (PB). Estaba afiliado a la Unión Obrera Metalúrgica (UOM). 

Semanas antes de su secuestro, había dejado su domicilio habitual y se había instalado en el barrio de Villa Devoto.

## Secuestro y asesinato
Es de este último domicilio de donde es secuestrado el 29 de julio de 1976. Emma Yolanda Pemmini, quien lo había alojado en su casa, declaró que personal de civil de la Policía Federal se presentó en su domicilio, alrededor de las 4 de la madrugada. Golpearon la puerta y cuando pudieron franquearla ingresaron a la vivienda sin identificarse. La interrogaron sobre su relación con Comas y sobre si sabía hacer explosivos. Revisaron todo el lugar, amenazaron y amedrantaron a los niños de la casa y sustrajeron objetos del domicilio. Luego encapucharon y esposaron a Comas y, según testimonio de algunos vecinos, lo introdujeron a la fuerza en un Ford Falcon.
Alberto Evaristo Comas fue visto con vida en el centro clandestino de detención que funcionaba en la propia Coordinación Federal por el sobreviviente Guillermo López.
Fue asesinado el 20 de agosto de 1976, en horas de la madrugada, en un camino de tierra vecinal en el partido del Pilar, junto con otras 29 personas. El hecho, caracterizado como "ejecución de cautivos" es conocido como la masacre de Fátima.

## Juicio
El Tribunal Oral Federal inició el juicio oral y público por la masacre de Fátima el 29 de abril de 2008. El CELS patrocina a las familias de Jorge Daniel Argente, Alberto Evaristo Comas, Susana Pedrini de Bronzel y Horacio Oscar García Gastelú. Los imputados que juzgará el TOF 5 son los oficiales de la Policía Federal Miguel Ángel Timarchi, Juan Carlos Lapuyole y Carlos Enrique Gallone. Desde mayo de 2004 se encuentra prófugo el oficial Luis Alberto Martínez, alias Chino o Japonés. Murió impune el comisario Carlos Vicente Marcote.